# Sremza
Sremza (cremza, trpika, lat. Prunus padus) grm je ili drvo iz porodice Rosaceae (ružovke), roda Prunus, visine do 15 metara, promjera do 60 cm. Cvate bijelim, u grozdove skupljenim cvjetovima. Plodovi su sremze jestivi, crne boje i veličine poput graška. Nisu naročito ukusni. Sremza se smatra i ljekovitom biljkom. Raste većinom u blizini vode, u Europi južno od arktičkog pojasa. Listovi, peteljke i koštice plodova sadrže glikozide koji mogu biti otrovni po ljude (prulaurasin i amigdalin).

## Podvrsta
- Prunus padus subsp. borealis (Schübeler ) Cajander

### Sinonimi
1. Cerasus padus (L.) Delarbre
2. Cerasus padus (L.) DC.
3. Druparia padus (L.) Clairv.
4. Padus asiatica Kom.
5. Padus avium Mill.
6. Padus borealis (Schübeler ) N.I.Orlova
7. Padus racemosa (Lam.) Gilib.
8. Padus racemosa subsp. typica (C.K.Schneid.) Dost l
9. Padus vulgaris Borkh.
10. Padus vulgaris Host
11. Prunus fauriei H.Lév.
12. Prunus germanica Borkh.
13. Prunus padus subsp. padus
14. Prunus racemosa Lam.

## Vanjske poveznice
http://www.pfaf.org/user/Plant.aspx?LatinName=Prunus+padus